# Bogumysław
Bogumysław – imię męskie, które powstało prawdopodobnie poprzez "poprawienie" hipotetycznego staropolskiego imienia Bogumysł, kiedy świadomość jego pochodzenia zatarła się i błędnie zostało ono uznane za imię kończące się członem -sław (zamiast -mysł).